# Reinier Kreijermaat
Reinier Johannes Petrus Kreijermaat (Utrecht, 25 aprile 1935 – Barendrecht, 22 gennaio 2018) è stato un calciatore olandese, di ruolo centrocampista.

## Carriera

### Club
Kreijermaat ha iniziato la carriera tra le file dell'Elinkwijk dove è rimasto fino al 1959, anno dell'approdo al Feyenoord. Con la squadra di Rotterdam vince, in otto stagioni, tre campionati olandesi e una KNVB beker.
Passa l'ultima stagione della sua carriera nel Xerxes.

### Nazionale
Kreijermaat ha giocato due partite per la nazionale olandese, entrambe nel 1961: l'esordio è stato contro l'Ungheria, mentre la seconda partita contro il Belgio.

## Statistiche

### Cronologia presenze e reti in nazionale
| Cronologia completa delle presenze e delle reti in nazionale ― Paesi Bassi | Cronologia completa delle presenze e delle reti in nazionale ― Paesi Bassi | Cronologia completa delle presenze e delle reti in nazionale ― Paesi Bassi | Cronologia completa delle presenze e delle reti in nazionale ― Paesi Bassi | Cronologia completa delle presenze e delle reti in nazionale ― Paesi Bassi | Cronologia completa delle presenze e delle reti in nazionale ― Paesi Bassi | Cronologia completa delle presenze e delle reti in nazionale ― Paesi Bassi | Cronologia completa delle presenze e delle reti in nazionale ― Paesi Bassi |
| Data                                                                       | Città                                                                      | In casa                                                                    | Risultato                                                                  | Ospiti                                                                     | Competizione                                                               | Reti                                                                       | Note                                                                       |
| -------------------------------------------------------------------------- | -------------------------------------------------------------------------- | -------------------------------------------------------------------------- | -------------------------------------------------------------------------- | -------------------------------------------------------------------------- | -------------------------------------------------------------------------- | -------------------------------------------------------------------------- | -------------------------------------------------------------------------- |
| 22/10/1961                                                                 | Budapest                                                                   | Ungheria                                                                   | 3 – 3                                                                      | Paesi Bassi                                                                | Qual. Mondiali 1962                                                        | -                                                                          |                                                                            |
| 12/11/1961                                                                 | Amsterdam                                                                  | Paesi Bassi                                                                | 0 – 4                                                                      | Belgio                                                                     | Amichevole                                                                 | -                                                                          |                                                                            |
| Totale                                                                     |                                                                            | Presenze                                                                   | 2                                                                          |                                                                            | Reti                                                                       | 0                                                                          |                                                                            |

## Palmarès

### Club
- Campionato olandese: 3

Feyenoord: 1960-1961, 1961-1962, 1964-1965
- KNVB beker: 1

Feyenoord: 1964-1965
- Coppa Intertoto UEFA: 1 [1]

Feyenoord: 1967